# 連傑爾斯科耶湖
63°24′38″N 31°10′45″E / 63.41056°N 31.17917°E
連傑爾斯科耶湖（俄语：Лендерское），是俄羅斯的湖泊，位於該國西北部，由卡累利阿共和國負責管轄，長5.5公里、寬1.9公里，面積9.9平方公里，海拔高度147.2米，湖岸線長度26.6公里，集水區面積4,680平方公里，平均水深3.1米，最大水深8米。